# Arthur Spiethoff
Arthur August Kaspar Spiethoff (* 13. Mai 1873 in Düsseldorf; † 4. April 1957 in Tübingen) war ein deutscher Ökonom.

## Biographisches
Arthur Spiethoff war der Sohn des Schriftstellers Friedrich Spiethoff, sein zwei Jahre jüngerer Bruder war der Dermatologe Bodo Spiethoff. Nach seinem Studium der Nationalökonomie an der Friedrich-Wilhelms-Universität Berlin war er dort bis 1908 Assistent von Gustav von Schmoller, einem der wichtigsten Vertreter der sog. jüngeren Historischen Schule der Nationalökonomie. Während seiner Assistentenzeit wurde er am 18. Februar 1905 mit einer Arbeit über Beiträge zur Analyse und Theorie der allgemeinen Wirtschaftskrisen promoviert. 1907 folgte die Habilitation. In Anschluss daran wechselte er als o. Professor an die deutschsprachige Karl-Ferdinands-Universität in Prag, eine der damals führenden Hochschulen in Mitteleuropa. Nach dem Ersten Weltkrieg berief ihn die Rheinische Friedrich-Wilhelms-Universität Bonn, an der er 1939 emeritiert wurde.

## Bedeutung
Spiethoff gilt als einer der Begründer der modernen Konjunkturforschung in Volkswirtschaften. Wie sein bulgarischer Kollege Albert Aftalion wies Spiethoff als einer der ersten auf das Akzelerator-Prinzip hin.

## Ehrungen
- 1943: Goethe-Medaille für Kunst und Wissenschaft
- 1953: Großes Verdienstkreuz der Bundesrepublik Deutschland

## Werke
- Gustav von Schmoller und die deutsche geschichtliche Volkswirtschaftslehre, zus. mit Gustav von Schmoller. Duncker & Humblot, Berlin 1938.
- Boden und Wohnung in der Marktwirtschaft, insbes. im Rheinland. Fischer, Jena 1934.
- Festgabe für Werner Sombart zur siebenzigsten Wiederkehr seines Geburtstages 19. Jänner 1933. Duncker & Humblot, München 1933.
- Der Stand und die nächste Zukunft der Konjunkturforschung, zus. mit Gustav Clausing und Joseph Alois Schumpeter. Duncker & Humblot, München 1933.
- Der Einfluß der Golderzeugung auf die Preisbildung 1890-1913. Teil 1: Die allgemeine Preisbewegung. Duncker & Humblot, München 1928.
- Die wirtschaftliche Annäherung zwischen dem Deutschen Reiche und seinen Verbündeten. Duncker & Humblot, München 1916.
- Österreichs Finanzen und der Krieg, zus. mit Franz Meisel. Duncker & Humblot, München, Leipzig 1915.
- Beiträge zur Erforschung der wirtschaftlichen Wechsellagen. Aufschwung, Krise, Stockung.